# Флотація польовошпатової сировини
Флотація польовошпатової сировини

## Сировинна база
Польові шпати (K, Na, Ca)[AlSi3O8] є алюмосилікатами калію, натрію і кальцію. За хімічним складом польові шпати підрозділяються на вапняково-натрієві, калієво-натрієві і калієво-барієві. 
Виділяють три групи польовошпатової сировини :
– гранітні пегматити, до складу яких входять польові шпати, кварц, мусковіт, коштовні і напівкоштовні камені; 
– польовошпатові і вивержені гірські породи непегматитного характеру: алюмосилікатні породи – граніти, фельзити, апліти, аляскіти та інші, а також алюмосилікатні породи, в яких кварц і польовий шпат в більшому або меншому ступені заміщені непольовошпатови-ми лужними мінералами – нефеліновими сієнітами, міаскітами, маріуполітами тощо; 
– польовошпатові піски.
У польовошпатових рудах містяться шкідливі домішки (кальцит, гідроксиди заліза, пірит, турмалін, егірин, мусковіт) і відносно нешкідливі (кварц, плагіоклаз, нефелін, серицит, каолініт).

## Особливості технології розділення польовошпатової сировини
Для отримання польовошпатових концентратів із пегматитів, гранітів і пісків необхідно вирішити такі задачі:
І. Видалення мінеральних домішок, з яких найчастіше зустріча-ються біотит, мусковіт, серицит, ільменіт, оксиди заліза і ін. Звичайно вони видаляються при колективній флотації в слабокислому середовищі (рН = 8,5 – 9,2) або у нейтральному середовищі при використанні як збирача суміші реагентів різних класів. Основою суміші є жирні кислоти з добавкою алкілсульфотату. При підвищеному вмісті у руді слюди додається амін, а при наявності сульфідів – сульфгідрильний збирач. З метою комплексності використання сировини видалення домішок може бути зроблено послідовною флотацією залізовмісних (темноколірних) мінералів і озалізнених зерен кварцу та польового шпату аніонним збирачем або сумішшю аніонного і катіонного збирачів (у відношенні 8:1) в нейтральному, слаболужному або слабокислому середовищі. Після зниження рН пульпи сірчаною кислотою до 5 катіонним збирачем (0,1 – 0,2 кг/т) флотується слюда. Іноді цикл флотації слюди передує циклу флотації залізовмісних мінералів.
ІІ. Відділення польових шпатів від кварцу. Найбільш селектив-ною є флотація польових шпатів катіонним збирачем (0,2 – 0,3 кг/т) в сильнокислому середовищі (рН = 2 – 3) після обробки пульпи флуористоводневою кислотою (1 – 2 кг/т) для депресії кварцу і активації польових шпатів. Дорогу і дефіцитну флуористоводневу кислоту можна замінити сумішшю NaF з сірчаною або соляною кислотою. Кварцовий концентрат (камерний продукт) за вимогами скляної промисловості повинен містити 98 – 99 % кварцу і не більше 0,05-0,08% заліза. 
ІІІ. Розділення польових шпатів. При використанні катіонних збирачів польові шпати з підвищеним вмістом К2О (ортоклазові, мік-роклінові) вибірково депресують KCl, з підвищеним вмістом Na2О (альбітові) – NaCl, а з підвищеним вмістом СаО (анортитові) – CaCl2. Звичайно депресують той різновид польових шпатів, вміст якого є найбільшим у колективному концентраті. Концентрація депресуючої солі в циклі повинна бути високою (6 – 10 г/л) і витрати її при використанні оборотних вод складають 5 – 10 кг/т, витрата збирача не пе-ревищує 0,1 – 0,2 кг/т. Як спінювач в усіх циклах використовують соснове масло або спиртовий спінювач (20 – 100 г/т).
Відповідно до розглянутої технології руда дробиться до 20 – 25 мм і подрібнюється в стержневих млинах до крупності 0,6 – 0,8 мм. З подрібненої руди видаляється клас –0,074 мм, що є відвальним про-дуктом. Піски (клас +0,074 мм) послідовно проходять цикли флотаційного збагачення слюди, силікатів, польових шпатів, а також цикл розділення польових шпатів (рис. ).
В результаті переробки польовошпатової сировини у слюдяному і силікатному циклах отримують слюдяний концентрат, силікатний продукт для керамічної промисловості і хвости, в яких концентруються польові шпати і кварц. Хвости попередніх циклів після перемішування з плавиковою кислотою, катіонним збирачем і сумішшю нафтових масел направляють у цикл польовошпатової флотації. Чорновий концентрат звичайно перечищають і отримують кінцевий польовошпатовий концентрат. Кварцові хвости циклу, якщо ця частина кварцу за кондиціями може бути використана у промисловості, теж перечищають і відвантажують споживачу. У тому випадку, коли чорновий польовошпатовий концентрат являє собою суміш польових шпатів, з нього може бути виділений найбільш цінний калієвий польовий шпат. 
Польовошпатові концентрати використовуються в керамічній і абразивній промисловості. Сумарний вміст К2О і Na2О повинний бути приблизно 12 %, а вміст СаО не більше 2 %. При переробці пегматитів і кварцово-польовошпатових пісків вилучення польових шпатів в концентрати досягає 95 – 98 %, а при флотації граніту – коливається в межах 62 – 92 %. 
Польові шпати слугують сировиною для скляної, керамічної і абразивної промисловості. Найбільше застосування мають калієві польовошпатові концентрати з відношенням К2О : Na2О > 2.